# Avanti un altro! Pure di sera
Avanti un altro! Pure di sera è stato un programma televisivo italiano e spin-off di Avanti un altro!, trasmesso in prima serata su Canale 5 dall'8 giugno 2017 al 5 giugno 2022 con la conduzione di Paolo Bonolis e con la partecipazione di Luca Laurenti. Dopo due puntate isolate nel 2017 e nel 2018 che costituivano in realtà "eventi speciali", tra il 2021 e il 2022 il programma è stato trasmesso dallo studio 1 del Centro Titanus Elios di Roma, ha acquisito la struttura di un'edizione serale periodica in più puntate.

## Il programma
Avanti un altro! Pure di sera è il titolo usato per le puntate speciali di Avanti un altro! trasmesse in prima serata l'8 giugno 2017 e il 6 giugno 2018. A tali puntate hanno partecipato come concorrenti personaggi famosi divisi in due squadre che gareggiavano per guadagnare il montepremi più alto e accedere quindi al gioco finale. Alle puntate hanno preso parte anche altri ospiti VIP che interagivano durante il gioco.
Il programma è diventato periodico a partire dall'11 aprile 2021, con cadenza settimanale, perdendo quindi la connotazione di "serata speciale isolata" che caratterizzava le due trasmissioni del 2017 e del 2018. Nella prima puntata di tale prima edizione (2021), al gioco partecipano due squadre di concorrenti VIP e il montepremi viene devoluto in beneficenza, mentre dalla seconda partecipano ad esso anche persone comuni mentre il montepremi non è più donato in beneficenza. Da questa edizione, gli Highlights di ogni puntata (proposti al termine del programma nel segmento Avanti un altro po') sono stati accompagnati dal brano Can't Feel My Face di The Weeknd.

## Storia del programma
Dopo due puntate isolate trasmesse l'8 giugno 2017 e il 6 giugno 2018 che costituivano in realtà "eventi speciali", dall'11 aprile 2021 il programma trasmesso dallo studio 1 del Centro Titanus Elios di Roma ha acquisito la struttura di un'edizione serale periodica in più puntate.
La prima edizione è andata in onda ogni domenica per 8 puntate dall'11 aprile al 30 maggio 2021, con la conduzione di Paolo Bonolis e con la partecipazione di Luca Laurenti.
La seconda edizione è andata in onda ogni domenica per 7 puntate dal 16 gennaio al 5 giugno 2022, sempre con la conduzione di Paolo Bonolis e con la partecipazione di Luca Laurenti. La prima parte di questa edizione è andata in onda dal 16 gennaio al 6 febbraio 2022, ma in seguito ad un calo di ascolti la trasmissione è stata sospesa a data da destinarsi. Successivamente Mediaset ha annunciato il ritorno delle puntate rimanenti; il programma è tornato in onda con la seconda parte dal 22 maggio al 5 giugno 2022 in prima serata su Canale 5.

## Edizioni
| Edizione | Periodo         | Periodo        | Conduzione    | Presenza fissa | Puntate | Regia           | Studio televisivo                       |
| Edizione | Inizio          | Fine           | Conduzione    | Presenza fissa | Puntate | Regia           | Studio televisivo                       |
| -------- | --------------- | -------------- | ------------- | -------------- | ------- | --------------- | --------------------------------------- |
| Speciale | 8 giugno 2017   | 8 giugno 2017  | Paolo Bonolis | Luca Laurenti  | 1       | Stefano Vicario | Studio 1 del Centro Titanus Elios, Roma |
| Speciale | 6 giugno 2018   |                | Paolo Bonolis | Luca Laurenti  | 1       | Stefano Vicario | Studio 1 del Centro Titanus Elios, Roma |
| 1ª       | 11 aprile 2021  | 30 maggio 2021 | Paolo Bonolis | Luca Laurenti  | 8       | Stefano Vicario | Studio 1 del Centro Titanus Elios, Roma |
| 2ª       | 16 gennaio 2022 | 5 giugno 2022  | Paolo Bonolis | Luca Laurenti  | 7       | Stefano Vicario | Studio 1 del Centro Titanus Elios, Roma |

## Puntate e ascolti

### Puntata speciale (2017)
| Puntata | Messa in onda | Ascolti        | Ascolti | Categorie sfidanti | Giocatori VIP | Ospiti                            |
| Puntata | Messa in onda | Telespettatori | Share   | Categorie sfidanti | Giocatori VIP | Ospiti                            |
| ------- | ------------- | -------------- | ------- | ------------------ | --- | --------------------------------- |
| 1       | 8 giugno 2017 | 3 466 000      | 17,30%  | Uomini vs Donne    | Pio e Amedeo, Alex Belli, Gianluca Mech, Francesco Nozzolino, Giulia De Lellis, Antonella Fiordelisi, Daniela Del Secco D'Aragona, Naike Rivelli | Fabrizio Frizzi, Maria De Filippi |

### Puntata speciale (2018)
| Puntata | Messa in onda | Ascolti        | Ascolti | Categorie sfidanti | Giocatori VIP                                                       | Ospiti                         |
| Puntata | Messa in onda | Telespettatori | Share   | Categorie sfidanti | Giocatori VIP                                                       | Ospiti                         |
| ------- | ------------- | -------------- | ------- | ------------------ | ------------------------------------------------------------------- | ------------------------------ |
| 1       | 6 giugno 2018 | 3 428 000      | 17,50%  | Realtà vs Reality  | Alessia Mancini, Cristiano Malgioglio, Franco Terlizzi, Marco Ferri | Gigi D'Alessio, Barbara D'Urso |

### Prima edizione (2021)
| Puntata | Messa in onda  | Ascolti        | Ascolti | Categorie sfidanti                    | Giocatori VIP | Ospiti                                 |
| Puntata | Messa in onda  | Telespettatori | Share   | Categorie sfidanti                    | Giocatori VIP | Ospiti                                 |
| ------- | -------------- | -------------- | ------- | ------------------------------------- | --- | -------------------------------------- |
| 1       | 11 aprile 2021 | 4 109 000      | 17,59%  | GFVIP vs Opinionisti                  | Matilde Brandi, Patrizia De Blanck, Mario Ermito, Elisabetta Gregoraci, Francesco Oppini, Giacomo Urtis, Alessandro Cecchi Paone, Giovanni Ciacci, Michele Cucuzza, Antonella Elia, Cristiano Malgioglio, Alba Parietti | Roberto Giacobbo, Corrado Tedeschi     |
| 2       | 18 aprile 2021 | 3 476 000      | 15,10%  | Vizi vs Nuove Frontiere               | Stefania Orlando, I Sansoni | Giorgio Mastrota, Paola Barale         |
| 3       | 25 aprile 2021 | 3 152 000      | 14,20%  | Sosia vs Virtù                        | Justine Mattera, Lorella Boccia | Tommaso Zorzi                          |
| 4       | 2 maggio 2021  | 3 054 000      | 14,00%  | Passato vs Super                      | Antonio Zequila | Anna Tatangelo                         |
| 5       | 9 maggio 2021  | 2 439 000      | 11,53%  | Cultura vs Mistero                    | Safiria Leccese, Elenoire Casalegno | Francesca Manzini                      |
| 6       | 16 maggio 2021 | 2 835 000      | 13,20%  | A volte ritornano vs Campioni di quiz | Laura Freddi, Uomo Gatto, Nicolò Scalfi | Totò Schillaci, Enzo Salvi             |
| 7       | 23 maggio 2021 | 2 427 000      | 11,10%  | Mestieri vs Fobie                     | Georgette Polizzi, Elena Santarelli | Lillo & Greg                           |
| 8       | 30 maggio 2021 | 2 552 000      | 12,73%  | Concorsi vs Web                       | Manila Nazzaro, Alice Basso | Bugo, Paola Perego, Mauro Di Francesco |
| Media   | Media          | 3 005 500      | 13,63%  |                                       | |                                        |

### Seconda edizione (2022)

#### Prima parte (inverno 2022)
| Puntata | Messa in onda   | Ascolti        | Ascolti | Categorie sfidanti         | Giocatori VIP | Ospiti                                         |
| Puntata | Messa in onda   | Telespettatori | Share   | Categorie sfidanti         | Giocatori VIP | Ospiti                                         |
| ------- | --------------- | -------------- | ------- | -------------------------- | --- | ---------------------------------------------- |
| 1       | 16 gennaio 2022 | 2 760 000      | 12,70%  | –                          | Alex Belli, Patrizia De Blanck, Andrea Casalino, Francesca Cipriani, Raffaella Fico, Martufello, Aldo Montano, Massimiliano Rosolino, Ainett Stephens, Flavia Vento | Elisabetta Gregoraci, Pier Francesco Pingitore |
| 2       | 23 gennaio 2022 | 2 615 000      | 11,50%  | Meteore vs Specialisti     | Francesco Pannofino, Alvaro Vitali, Ivana Mrazova, Leonardo Fumarola, Eleonora Cecere, Lollipop, George Leonard, Viviana Stucchi                                    | Ilona Staller                                  |
| 3       | 30 gennaio 2022 | 2 689 000      | 12,10%  | Artisti vs Manie           | Enzo Paolo Turchi, Pago | Iva Zanicchi                                   |
| 4       | 6 febbraio 2022 | 2 484 000      | 11,60%  | Bel Paese vs Rivoluzionari | Samantha De Grenet, Costantino Vitagliano | Marisa Laurito, Antonio Razzi                  |
| Media   | Media           | 2 637 000      | 11,98%  |                            | |                                                |

#### Seconda parte (primavera 2022)
| Puntata | Messa in onda  | Ascolti        | Ascolti | Categorie sfidanti   | Giocatori VIP                      | Ospiti                           |
| Puntata | Messa in onda  | Telespettatori | Share   | Categorie sfidanti   | Giocatori VIP                      | Ospiti                           |
| ------- | -------------- | -------------- | ------- | -------------------- | ---------------------------------- | -------------------------------- |
| 1       | 22 maggio 2022 | 1 900 000      | 11,70%  | Campioni vs Natura   | Filippo Magnini, Emanuela Folliero | Carmen Di Pietro, Cicelys Zelies |
| 2       | 29 maggio 2022 | 2 120 000      | 13,10%  | Nobiltà vs TV locali | Conte Mazzoni, Roberto Da Crema    | Chiara Francini                  |
| 3       | 5 giugno 2022  | 2 257 000      | 14,80%  | Nerd vs Extreme      | Alessio Guidi, Roger Garth         | Andrea Pucci                     |
| Media   | Media          | 2 092 000      | 13,20%  |                      |                                    |                                  |

## Audience
| Edizione | Rete televisiva | Anno | Stagione  | Programmazione | Programmazione | Programmazione | Programmazione | Programmazione | Programmazione | Programmazione | Collocazione | Media auditel  | Media auditel | Premiere       | Premiere | Finale         | Finale |
| Edizione | Rete televisiva | Anno | Stagione  | L              | M              | M              | G              | V              | S              | D              | Collocazione | Telespettatori | Share         | Telespettatori | Share    | Telespettatori | Share  |
| -------- | --------------- | ---- | --------- | -------------- | -------------- | -------------- | -------------- | -------------- | -------------- | -------------- | ------------ | -------------- | ------------- | -------------- | -------- | -------------- | ------ |
| Speciale | Canale 5        | 2017 | primavera |                |                |                |                |                |                |                | Prima serata | 3 466 000      | 17,30%        | –              | –        | –              | –      |
| Speciale | Canale 5        | 2018 | primavera |                |                | 3 428 000      | 17,50%         |                |                |                | Prima serata |                |               | –              | –        | –              | –      |
| 1ª       | Canale 5        | 2021 | primavera |                |                | 3 005 500      | 13,63%         | 4 109 000      | 17,59%         | 2 552 000      | Prima serata | 12,73%         |               |                |          |                |        |
| 2ª       | Canale 5        | 2022 | inverno   | 2 637 000      | 11,98%         | 2 760 000      | 12,70%         | 2 484 000      | 11,60%         |                | Prima serata |                |               |                |          |                |        |
| 2ª       | Canale 5        | 2022 | primavera | 2 092 000      | 13,20%         | 1 900 000      | 11,70%         | 2 257 000      | 14,80%         |                | Prima serata |                |               |                |          |                |        |

## Regolamento e svolgimento
Dopo aver pescato un pidigozzo, ciascun personaggio torna in fila ad attendere il proprio turno. Tutti i pidigozzi vengono sommati man mano che vengono pescati, per decretare il montepremi finale della squadra. Nel gioco finale (fino al 2018) non era previsto l'aumento del montepremi di 100000 € e i secondi a disposizione per il gioco erano duecentocinquanta (corrispondenti a poco più di quattro minuti). Nelle prime due puntate isolate del programma, il gioco si presentava diviso in quattro parti, a cui corrispondevano le seguenti vincite:
- Rispondendo esattamente a cinque domande il concorrente vinceva 25000 €;
- Rispondendo esattamente a dieci domande il concorrente vinceva 50000 €;
- Rispondendo esattamente a quindici domande il concorrente vinceva 100000 €;
- Rispondendo esattamente a tutte le ventuno domande il concorrente vinceva tutto il montepremi.

Dalla prima edizione periodica (2021), il meccanismo del gioco finale subisce delle variazioni: i concorrenti (i due che hanno vinto di più nella rispettiva squadra) giocano per una cifra corrispondente al totale della potenziale cifra vinta dalle due categorie di concorrenti; per il resto il meccanismo del gioco finale risulta essere lo stesso della versione preserale: entrambi i concorrenti rispondono a una domanda ciascuno in 150 secondi, scaduti i quali partono i 100 secondi finali. Arrivati a 50 secondi, il montepremi può essere congelato; chi lo congela gioca per la cifra rimasta e in caso di errore, la mano passa all'altro concorrente che giocherà per la metà del montepremi congelato.

## Modalità di gioco

### Fase iniziale
Nella fase iniziale della Tripletta, i concorrenti devono rispondere esattamente ad almeno tre domande su un argomento su quattro poste dal conduttore o da altri personaggi che costituisce il Salottino. In caso di doppio errore, il concorrente viene eliminato e rimpiazzato da un nuovo concorrente. Dopo aver risposto correttamente alle domande, i concorrenti devono pescare un rotolo chiamato pidigozzo, contenente una vincita o una sfortuna.
In totale ci sono 54 pidigozzi, per un ammontare complessivo di 1475000 €, così divisi:
- un pidigozzo da 150000 €
- cinque pidigozzi da 75000 €
- cinque pidigozzi da 50000 €
- cinque pidigozzi da 40000 €
- cinque pidigozzi da 30000 €
- cinque pidigozzi da 25000 €
- cinque pidigozzi da 20000 €
- cinque pidigozzi da 15000 €
- cinque pidigozzi da 10000 €
- cinque pidigozzi contenenti La Pariglia
- tre pidigozzi contenenti Lo iettatore
- tre pidigozzi contenenti La Bona Sorte
- un pidigozzo contenente Cambio!
- un pidigozzo contenente Avanti un altro!

Se si pesca La Pariglia, il concorrente raggiunge in automatico la cifra del potenziale campione e il conduttore procederà con una domanda di spareggio a cui il concorrente deve rispondere esattamente pena l'eliminazione e la sua sostituzione con un nuovo concorrente. Il campione potenziale non è obbligato a dare la risposta: se lo fa e risponde esattamente entro dieci secondi diventa campione, in caso di errore viene eliminato, in caso decida di non prenotarsi per la risposta rimane campione potenziale. Se non è presente nessun potenziale campione, il pidigozzo vale zero e azzera il montepremi accumulato fino a quel momento.
Se si pesca Lo iettatore, il montepremi del concorrente viene azzerato e lo iettatore, interpretato da Franco Pistoni, accompagnato dall'assistente Iettatore Alessandro Patriarca, gli rivolge una domanda senza opzioni di risposta. Se il concorrente risponde correttamente, rimane in gioco e potrà così pescare un altro pidigozzo; in caso contrario viene eliminato.
Se si pesca La Bona Sorte, entra in studio la "fata" Francesca Brambilla (sostituita occasionalmente da Fabrizia Santarelli nel 2021) che porta al conduttore una domanda dal valore di 300000 €. Il concorrente deve rispondere esattamente entro il tempo concesso (pochi secondi) per aggiungere tale cifra al suo montepremi. Se non dà la risposta, il suo montepremi accumulato fino a quel momento rimane invariato e può continuare il proprio gioco. Nel 2021, una delle due "figure" della Bona Sorte (Francesca Brambilla oppure Fabrizia Santarelli), porta al concorrente di turno uno "scrigno" con tre suggerimenti che gli vengono dati per arrivare a capire qual è il rumore esatto che il concorrente stesso deve definire; se il concorrente riesce ad indovinare l'oggetto o l'essere vivente che emette quel rumore o verso, aggiunge 300000 € al suo montepremi, altrimenti non guadagna nulla e il proprio montepremi accumulato rimane immutato.
Se si pesca Cambio!, il concorrente sceglie una persona del pubblico che giocherà una manche al suo posto e se supera la manche permette al concorrente di pescare un pidigozzo, in caso contrario il concorrente viene eliminato. Se un concorrente pesca Cambio! nell'ultima tripletta prima del gioco finale, questo pidigozzo non ha alcun valore e quindi il concorrente viene automaticamente eliminato.
Se si pesca Avanti un altro!, il concorrente viene automaticamente eliminato.
Al termine della prima fase, se non c'è nessun potenziale campione, tutti i concorrenti che sono stati precedentemente eliminati rientrano in gioco (ad eccezione, eventualmente, di chi avesse perso pescando Avanti un altro!) e pescano un pidigozzo per uno e vincerà la puntata il giocatore che avrà pescato il pidigozzo con il montepremi più alto. In questa fase i pidigozzi La Pariglia, Lo iettatore, Avanti un altro!, La Bona Sorte e Cambio! hanno valore nullo.

#### Varianti dellaTripletta
Oltre alla tripletta classica vengono proposte altre categorie di domande con schema uguale ma basate su un unico argomento specifico:
- Tovarish Bonolis: il conduttore pone domande sulla Russia con una parlata russa maccheronica.
- Español: il conduttore pone domande sulla Spagna in spagnolo maccheronico.
- Bonoris-san: il conduttore pone domande sul Giappone in una parlata giapponese/orientale maccheronica.
- Il Gagà: il conduttore pone domande in dialetto napoletano.
- Il Bauscia: il conduttore pone domande in dialetto milanese.
- I tirolesi: il conduttore pone domande in dialetto tirolese.
- Gli animali si amano: il conduttore pone domande relative all'accoppiamento degli animali.
- Mr. Provolone: il conduttore pone domande al concorrente tentando scherzosamente di sedurlo.
- Le domande di Maria e Maurizio: i conduttori Paolo Bonolis e Luca Laurenti, interpretando rispettivamente Maurizio Costanzo e Maria De Filippi, pongono domande su vita e carriera dei due personaggi.
- Osho e Buco: Paolo Bonolis e Luca Laurenti interpretano due santoni (rispettivamente Osho e Buco) con i baffi e la barba lunga ponendo al concorrente domande su argomenti riguardanti la spiritualità. Prima delle domande vi è una gag basata sulla canzone Fondanela di Momo.
- Le domande dello sponsor: Luca Laurenti (per conto di un sito fittizio di acquisti online e servizi vari denominato vattelapiandercuneo.it), si traveste da un oggetto o da un animale o da un personaggio particolare ponendo al concorrente delle domande su un determinato argomento.
- Luketta: Luca Laurenti si traveste da bambola Luketta reginetta, ponendo al concorrente delle domande su argomenti vari.
- Domande da osteria: Paolo Bonolis e Luca Laurenti interpretano due ubriaconi, ponendo al concorrente delle domande su vari argomenti.
- Domande coatte: Luca Laurenti si traveste nei panni di un coatto da periferia, ponendo al concorrente delle domande su vari argomenti.
- Domande facilissime / Non può non saperlo: il conduttore pone domande molto facili a risposta immediata e senza opzioni di scelta su concetti elementari riguardo a svariate materie.
- Il documentario: in questa tripletta Luca Laurenti mima i termini usati da Paolo Bonolis per descrivere un finto documentario su una determinata area del mondo; quest'ultimo pone delle domande a tema al concorrente di turno.
- Lo dicono nelle migliori università
- Domande lunghissime
- Gli zii d'America: in questa tripletta, Paolo Bonolis e Luca Laurenti indossano un grosso cappello con i simboli della bandiera degli Stati Uniti d'America e sventolano con le loro mani la bandiera stessa; essi, parlando in inglese maccheronico, pongono al concorrente di turno delle domande sugli americani.
- L'esperimento: prima Luca Laurenti fa un esperimento su un determinato argomento (solitamente scientifico), poi Paolo Bonolis pone delle domande a tema al concorrente.
- Domande noiosissime

### Gioco finale (dal 2021)
Il gioco finale, nel quale vengono aggiunti 100000 € al montepremi del campione, consiste nel dare consecutivamente la risposta sbagliata a ventuno domande con due opzioni di risposta.
Sono previste due fasi di gioco. Nella prima fase il vincitore della puntata ha a disposizione centocinquanta secondi per vincere l'intero montepremi. Il tempo concesso per rispondere ad ogni domanda è illimitato, fermi restando i centocinquanta secondi complessivi. Se si risponde con la risposta errata, si passa alla domanda successiva, altrimenti il gioco ricomincia da capo.
Se il primo concorrente non riesce a completare il gioco entro centocinquanta secondi, scatta la seconda fase, nella quale si hanno a disposizione cento secondi aggiuntivi con un montepremi che parte da 100000 € e decresce di 1000 € per ogni secondo trascorso. Il montepremi si ferma nel momento in cui il giocatore riesce a completare il percorso e la cifra rimasta corrisponde alla vincita. Quando il montepremi arriva a 50000 €, il campione può premere il pulsante per "congelarlo" e giocare per la somma fin lì raggiunta, che vincerà se riuscirà a dare le ventuno risposte errate tutte di seguito (senza possibilità di errore), con un limite di tempo di risposta di dieci secondi. Se il primo campione sbaglia nel rispondere in maniera errata alle 21 domande, giocherà il secondo campione per una cifra corrispondente alla metà della potenziale vincita ottenuta dal primo campione sempre rispondendo in modo errato alle 21 domande. Una volta congelate le domande, alla prima risposta che il concorrente sbaglia, come nel programma originale, è presente un riarrangiamento delle prime note della Sinfonia nº 9 di Beethoven.

## Il cast
La valletta o il valletto viene scelto tra il pubblico presente in studio. Il ruolo del valletto è accompagnare il potenziale campione alla propria postazione, scoperchiare il pidigozzaro e leggere la domanda per i telespettatori.
I giudici di gara presenti in studio sono Christian Monaco e Stefano Jurgens. Nel 2021 (quindi nella prima edizione vera e propria del programma), ritorna Marco Salvati (in sostituzione di Christian Monaco, il quale è impegnato nelle vesti di autore del programma L'isola dei famosi).
Una caratteristica della trasmissione è la presenza di personaggi che sostituiscono o affiancano il conduttore nel porre le domande ai concorrenti. L'insieme di tali personaggi è detto Salottino, tra i cui componenti il concorrente deve sceglierne uno. Ogni personaggio del Salottino corrisponde a un argomento e pone una domanda a tre possibilità di risposta. Se il concorrente sbaglia la risposta viene eliminato, altrimenti pesca un pidigozzo, con possibilità di cambiarlo nel caso la cifra non lo soddisfi.